# Ayida
Ayida oder Ayida We[d]dò ist eine bedeutende Loa, ein weibliches Geistwesen, im afrikanischen und haitianischen Voodoo.

## Bedeutung
Ayida gilt als Ehefrau des wohltätigen Loa Damballah, mit dem gemeinsam sie die menschliche Sexualität repräsentiert. Wie ihrem Ehemann wird ihr der Beiname Wedò oder Weddò zugeschrieben. Ihr Symbol ist der Regenbogen. Als Ehepaar werden die beiden Wedò-Loa oft als Paar von Schlangen dargestellt, Damballah als einzelne Schlange. Sie werden der weißmagischen Loa-Gruppe Rada zugerechnet und zählen zu den höchsten Geistwesen des Voodoo. Ayidas zentrale Aufgabe soll in der Bewahrung der im Auftrag des einzigen Gottes Bondyè von Damballah erschaffenen materiellen Welt bestehen. Der Kult der beiden Loa ist im westafrikanischen Königreich Dahomey, dem heutigen Benin, entstanden und wurde von der karibischen Richtung des Voodoo übernommen. Neben Erzulie und Damballah wird auch Ayida im Wallfahrtsort Sodo verehrt.